# Catasetum blackii
Catasetum blackii är en orkidéart som beskrevs av Guido Frederico João Pabst. Catasetum blackii ingår i släktet Catasetum och familjen orkidéer. Inga underarter finns listade i Catalogue of Life.